# Rudolf Bayer
Rudolf Bayer (7 de maio de 1939) é um professor emérito de informática na Universidade Técnica de Munique desde 1972.
É conhecido por inventar, juntamente com Edward Meyers McCreight, a estrutura de armazenamento de dados árvore B, e mais tarde a árvore UB, com Volker Markl.